# 34 Boötis
34 Boötis – gwiazda zmienna znajdująca się w gwiazdozbiorze Wolarza, której średnia jasność wynosi ok. 4,8m, czyli można ją dostrzec gołym okiem w dobrych warunkach atmosferycznych. Łatwo jest ją znaleźć: kilkadziesiąt minut kątowych obok niej znajduje się jasna gwiazda podwójna Izar (ε Boötis), której składniki łatwo rozdzielić za pomocą teleskopu.
34 Boötis jest czerwonym olbrzymem o typie widmowym M3III. Jej promień jest około 130 razy większy niż promień Słońca, a masa jest pięciokrotnie większa od słonecznej.